# 2000 B.C. (Before Can-I-Bus)
2000 B.C. (Before Can-I-Bus) è il secondo album in studio del rapper statunitense Canibus, pubblicato il 18 luglio 2000 dalla Universal Records.

## Accoglienza
| Recensione    | Giudizio |
| ------------- | -------- |
| AllMusic      |          |
| NME           |          |
| Rolling Stone |          |

2000 B.C. (Before Can-I-Bus) ha ottenuto recensioni miste da parte dei critici musicali. Su Metacritic, sito che assegna un punteggio normalizzato su 100 in base a critiche selezionate, l'album ha ottenuto un punteggio medio di 60 basato su nove recensioni.

## Tracce
1. The C-Quel – 3:36
2. 2000 B.C. (Before Can-I-Bus) – 3:31
3. Life Liquid (feat. Journalist) – 4:24
4. Shock Therapy (interlude) – 1:10
5. Watch Who U Beef Wit – 4:30
6. I'll Buss 'Em U Punish 'Em (feat. Rakim) – 4:07
7. Mic-Nificent – 3:13
8. Die Slow (feat. Journalist) – 4:00
9. Doomsday News – 3:33
10. Lost @ "C" – 4:59
11. Phuk U – 4:59
12. Horseman (feat. Pharoahe Monch) – 1:22
13. Horsementality (feat. The HRSMN) – 5:59
14. 100 Bars – 4:58
15. Chaos – 2:29

## Classifiche
| Classifica (2000) | Posizione massima |
| ----------------- | ----------------- |
| Stati Uniti       | 23                |